# Spodnja Idrija
Spodnja Idrija – wieś w Słowenii, w gminie Idrija. W 2018 roku liczyła 1414 mieszkańców.